# ウラジーミル・グレボヴィチ (ピンスク公)
ウラジーミル・グレボヴィチ（ロシア語: Владимир Глебович、? - 1229年以降）は、トゥーロフ・イジャスラフ家（キエフ大公イジャスラフの子孫）出身のピンスク公であるが、そのピンスク公位への在位期間は不明である。また、両親も明らかではなく、トゥーロフ公（トゥーロフ・ドゥブロヴィツク公）グレプ・ユーリエヴィチと、キエフ大公ロスチスラフの娘との間の長男ではないかと推測されている。

## 概要
1208年、ベルズ公アレクサンドルがウラジーミル・ヴォリンスキーを占領したときに捕虜になっている。また、1219年、スディスラフ指揮下のハンガリー王国軍が同地を攻めたときに再び捕虜になり、身代金と引き換えに解放されている。一方、1229年にはヤトヴャグ族の攻撃を防ぎ、ピンスク公国領の防衛に成功している。
1262年の記述には、ウラジーミルの子である三人のピンスク公（フョードル、デミド、ユーリー）についての言及がある。